# Siggi und Raner

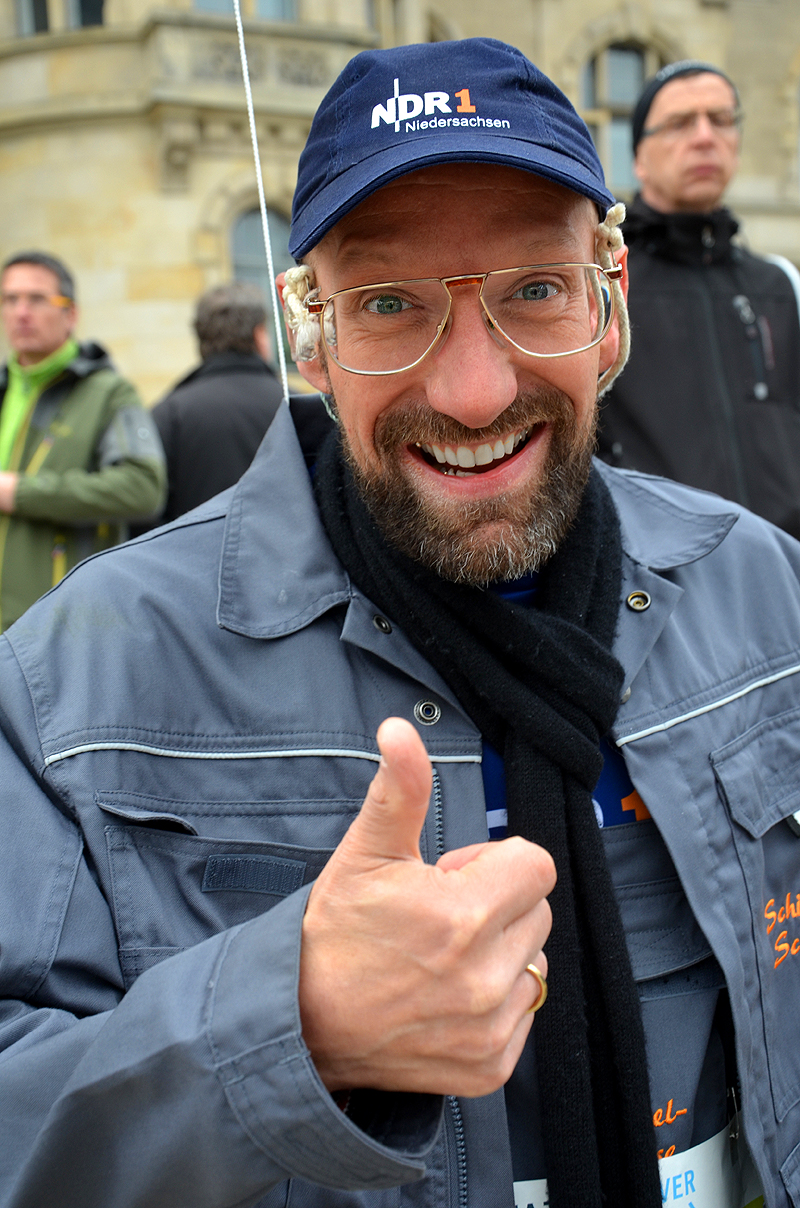
Martin Jürgensmann, hier solo als „Schüssel-Schorse“, der Comedy-Klempner von NDR 1 Niedersachsen;
2016 auf dem Trammplatz während des HAJ Hannover Marathons

Siggi und Raner war ein deutsches Comedy-Duo, das aus Jochen Krause (* 1950 in Eystrup; † 6. Februar 2012) und Martin Jürgensmann (* 1967 in Hannover) bestand. Als „Siegfried/Siggi Behrens“ (Jochen Krause) und „Rainer Heinecke“ (sprich in hannöverscher Umgangssprache „Raner Hanecke“) (Martin Jürgensmann) verkörperten die beiden zwei in der niedersächsischen Landeshauptstadt beheimatete Figuren.
Von anderer „Proll-Comedy“ unterscheiden sich „Siggi und Raner“ in erster Linie durch ihr Lokalkolorit: Insbesondere parodieren sie den in Vokabular, Duktus und Färbung typischen Unterschichten-Jargon der Region Hannover-Braunschweig-Hildesheim bzw. den typischen Arbeiter-Soziolekt des Stadtteils Hannover-Ricklingen, der auch typisch für den größeren traditionellen Arbeiterstadtteil Linden ist. Die Szenen bestehen überwiegend aus Theken-Gesprächen im Stammlokal der Protagonisten, der fiktiven Kneipe „Bei Atze“.
Ihre Geburtsstunde hatten „Siggi und Raner“ 1994 im Umfeld des „Frühstyxradios“ beim Privatsender radio ffn. Martin Jürgensmann studierte nach dem Abitur einige Semester Philosophie und Politikwissenschaft und arbeitete bei verschiedenen Bands als Bassist. Er war bis Sommer 2013 leitender Redakteur bei Radio ffn. Seitdem ist er Moderator bei NDR 1 Niedersachsen und seit Januar 2014 als Klempner „Schüssel-Schorse“ in der Radio-Comedy des Senders zu hören. Jochen Krause war ausgebildeter Gymnasiallehrer, ebenfalls professionell als Musiker tätig und arbeitete bei demselben Sender als Autor und leitender Redakteur.
2005 dankte der hannöversche Oberbürgermeister Herbert Schmalstieg dem Duo dafür, „hannöversch als Sprachdialekt in den Mittelpunkt des öffentlichen Interesses zu stellen, ihn zu pflegen und im Sprachgebrauch zu halten“. 2008 stellten Siggi und Raner zusammen mit Christian Bredlow das Projekt „Wir sind Hannoveraner“ ins Netz. Hier wird der hannöversche Sprachduktus dokumentiert, anhand von Originalaufnahmen, die bis in die 1970er Jahre zurückreichen. Die Schirmherrschaft übernahm Oberbürgermeister Stephan Weil.
Im Mai 2011 präsentierte das Duo seine musikalische Show „Von Linden bis nach’n Kröpcke hin – Eine Großstadtrevue“ im Theater am Aegi in Hannover. Unterstützt wurden die beiden dabei von einer  Live-Band.
Am 6. Februar 2012 verstarb Jochen Krause „im Alter von 61 Jahren nach kurzer, schwerer Krankheit“.

## Diskografie
- …is doch goch kan Thema! (1995)
- Nur die Harten komm' in Garten! (1996)
- Eins, zwei, viertel vor drei! (1998)
- Muss ja…! (2000)
- …na sicher! (2005)